# PZL SW-4 Puszczyk
L'SW-4 Puszczyk (in polacco: Puszczyk, Allocco) è un elicottero utility leggero sviluppato dall'azienda aeronautica polacca Wytwórnia Sprzętu Komunikacyjnego "PZL-Świdnik". L'elicottero viene impiegato principalmente per l'addestramento e il collegamento.

## Storia del progetto
La PZL-Świdnik iniziò lo sviluppo di un nuovo elicottero utility leggero nel 1981. Il nuovo elicottero doveva essere equipaggiato con un solo motore ed essere capace di trasportare comodamente 3/4 passeggeri. Inoltre alla nuova macchina si chiedevano bassi costi di acquisto, esercizio e manutenzione.
Il prototipo venne portato in volo per la prima volta il 26 ottobre 1996.
Il programma ha subito dei notevoli ritardi perché la casa costruttrice decise di ridisegnare la testa del rotore, allargare lo stabilizzatore orizzontale e migliorare il sistema idraulico.
Destinato al mercato sia civile che militare, l'SW-4 Puszczyk è destinato a ricoprire i ruoli di elicottero da trasporto passeggeri e VIP, trasporto merci, lotta aerea antincendio, elicottero da addestramento basico ed avanzato, compiti di pattugliamento per le forze di polizia ed eliambulanza.
L'azienda polacca nel 2006 ha ceduto la licenza di produzione dell'elicottero alla cinese Cina Jiujiang Hongying Technology Development Ltd. e il primo esemplare di costruzione cinese ha effettuato il suo primo volo il 25 febbraio 2010.
Leonardo Spa ha sviluppato l'elicottero SW-4 Solo RUAS-OPH, un elicottero a pilotaggio remoto con possibilità di ospitare un pilota ed operare in modo convenzionale. Il volo inaugurale senza pilota è avvenuto nel febbraio 2018. La sicurezza del velivolo è assicurata dalla ridondanza dei sistemi. Inoltre, in caso di perdita del contatto con la stazione di terra, si avvia automaticamente una procedura di atterraggio automatica.
La macchina può operare sia in ambiente terrestre che marino svolgendo un'ampia gamma di ruoli militari e commerciali. Il peso massimo al decollo rimane invariato ma il carico utile sale a 470 kg e può volare per 6 ore consecutive nel raggio di 940km. L'autonomia oraria massima con carico pagante di 93 kg è di 4 ore e 40 minuti.
I payload previsti comprendono radar e sensori EO/IR ma anche suite di guerra elettronica o SIGINT.

## Utilizzatori
Polonia
- Siły Powietrzne

22 SW-4 acquisiti tra il 2006 e il 2010.
- Wojska Lądowe

opera con un esemplare.

## Elicotteri comparabili
- Eurocopter EC120 Colibri

- Bell 206